# Margherita d'Armagnac
Margherita d'Armagnac (Lectoure, 1383 circa – Saint-Bertrand-de-Comminges, 1432 circa) è stata una nobile francese, giudicessa consorte di Arborea (1415-1420), viscontessa di Narbona (1415-1424) e altri titoli annessi.

## Biografia
Figlia di Giovanni III di Armagnac, conte d'Armagnac, e di sua moglie, Margherita di Comminges, il 30 novembre del 1415 si sposò con il coetaneo trentatreenne Guglielmo II, giudice di Arborea e visconte di Narbona. Con lui non ebbe nessun figlio, forse per l'età che in quei tempi era considerata "avanzata". Questo fatto causò infatti, la fine della dinastia di Narbona-Lara. A seguito della vendita dei possedimenti sardi di suo marito per 100.000 fiorini d'oro, entrambi vissero a Narbona, città della Francia meridionale.
Margherita fu nominata erede della contea di Comminges dalla madre Margherita (1363-1443) che poi la trasmise al re di Francia, in quanto entrambe le figlie morirono prima di lei. La sorella Giovanna aveva sposato Guglielmo di Madaillan, signore di Lesparre-Médoc. Non è documentata la presenza di Margherita nel giudicato di Arborea, in quanto risiedeva nel castello viscontile di Narbona dove sicuramente rimase fino al 1424, anno della morte di Guglielmo II. Priva di prole, si trasferì nella "capitale" del feudo materno, Saint-Bertrand-de-Comminges.

## Ascendenza
|                                   |                  |                                   | Genitori                        |  |  | Nonni |  |  | Bisnonni                |  |  | Trisnonni              |  |
|                                   |                  |                                   |                                 |  |  |       |  |  | Bernardo VII d'Armagnac |  |  | Giovanni II d'Armagnac |  |
|                                   |                  |                                   |                                 |  |  |       |  |  | Bernardo VII d'Armagnac |  |  | Giovanni II d'Armagnac |  |
|                                   |                  | Giovanna di Périgord              |                                 |  |  |       |  |  | Bernardo VII d'Armagnac |  |  |                        |  |
| Bernardo d'Armagnac               |                  |                                   |                                 |  |  |       |  |  | Bernardo VII d'Armagnac |  |  |                        |  |
|                                   |                  | Bona di Berry                     | Giovanni di Valois              |  |  |       |  |  |                         |  |  |                        |  |
|                                   |                  | Bona di Berry                     | Giovanni di Valois              |  |  |       |  |  |                         |  |  |                        |  |
|                                   |                  | Bona di Berry                     | Giovanna d'Armagnac             |  |  |       |  |  |                         |  |  |                        |  |
| Jacques d'Armagnac                |                  | Bona di Berry                     |                                 |  |  |       |  |  |                         |  |  |                        |  |
|                                   |                  | Giacomo II di Borbone-La Marche   | Giovanni I di Borbone-La Marche |  |  |       |  |  |                         |  |  |                        |  |
|                                   |                  | Giacomo II di Borbone-La Marche   | Giovanni I di Borbone-La Marche |  |  |       |  |  |                         |  |  |                        |  |
|                                   |                  | Giacomo II di Borbone-La Marche   | Caterina di Vendôme             |  |  |       |  |  |                         |  |  |                        |  |
| Eleonora di Borbone-La Marche     |                  | Giacomo II di Borbone-La Marche   |                                 |  |  |       |  |  |                         |  |  |                        |  |
|                                   |                  | Beatrice di Navarra               | Carlo III di Navarra            |  |  |       |  |  |                         |  |  |                        |  |
|                                   |                  | Beatrice di Navarra               | Carlo III di Navarra            |  |  |       |  |  |                         |  |  |                        |  |
|                                   |                  | Beatrice di Navarra               | Eleonora di Trastámara          |  |  |       |  |  |                         |  |  |                        |  |
| Margherita d'Armagnac             |                  | Beatrice di Navarra               |                                 |  |  |       |  |  |                         |  |  |                        |  |
|                                   | Luigi II d'Angiò | Luigi I d'Angiò                   |                                 |  |  |       |  |  |                         |  |  |                        |  |
|                                   | Luigi II d'Angiò | Luigi I d'Angiò                   |                                 |  |  |       |  |  |                         |  |  |                        |  |
|                                   | Luigi II d'Angiò | Maria di Blois                    |                                 |  |  |       |  |  |                         |  |  |                        |  |
| Carlo IV d'Angiò                  | Luigi II d'Angiò |                                   |                                 |  |  |       |  |  |                         |  |  |                        |  |
|                                   |                  | Iolanda d'Aragona                 | Giovanni I d'Aragona            |  |  |       |  |  |                         |  |  |                        |  |
|                                   |                  | Iolanda d'Aragona                 | Giovanni I d'Aragona            |  |  |       |  |  |                         |  |  |                        |  |
|                                   |                  | Iolanda d'Aragona                 | Iolanda di Bar                  |  |  |       |  |  |                         |  |  |                        |  |
| Luisa d'Angiò                     |                  | Iolanda d'Aragona                 |                                 |  |  |       |  |  |                         |  |  |                        |  |
|                                   |                  | Pietro I di Lussemburgo-Saint Pol | Giovanni di Saint-Pol           |  |  |       |  |  |                         |  |  |                        |  |
|                                   |                  | Pietro I di Lussemburgo-Saint Pol | Giovanni di Saint-Pol           |  |  |       |  |  |                         |  |  |                        |  |
|                                   |                  | Pietro I di Lussemburgo-Saint Pol | Margherita d'Enghien            |  |  |       |  |  |                         |  |  |                        |  |
| Isabella di Lussemburgo-Saint-Pol |                  | Pietro I di Lussemburgo-Saint Pol |                                 |  |  |       |  |  |                         |  |  |                        |  |
|                                   |                  | Margherita del Balzo              | Francesco I del Balzo           |  |  |       |  |  |                         |  |  |                        |  |
|                                   |                  | Margherita del Balzo              | Francesco I del Balzo           |  |  |       |  |  |                         |  |  |                        |  |
|                                   |                  | Margherita del Balzo              | Sveva Orsini                    |  |  |       |  |  |                         |  |  |                        |  |
|                                   |                  | Margherita del Balzo              |                                 |  |  |       |  |  |                         |  |  |                        |  |